# Bogaarden
Bogaarden è una sezione del comune belga di Pepingen nel Brabante Fiammingo, situata nel Pajottenland. Bogaarden si trova su un crinale (da 65 a 70 metri), il crinale spartiacque tra due valli sud-nord nel corso superiore ramificato del bacino di Zuun. Bogaarden è un villaggio centrale con una concentrazione di case intorno alla chiesa.

## Storia
Il nome Bogaarden è già menzionato in un atto del 1215. Come Beert, apparteneva alle eredità di Gertrude di Nivelles. Successivamente Bogaarden, attraverso il matrimonio nella sfera d'influenza della casa di Enghien, rimase un'enclave del Brabante (come Beert) nella contea di Hainaut. Gli assessori vi governavano secondo la legge di Uccle, anche se in nome dei signori di Enghien. Nel 1670, Bogaarden fu elevata a contea.
Dopo l'invasione francese Bogaarden divenne un comune del cantone di Halle nel dipartimento della Dyle. Dopo che i francesi furono espulsi, questo dipartimento fu trasformato nella provincia del Brabante Meridionale, la successiva provincia belga del Brabante. Il comune di Bogaarden ha continuato ad esistere fino al 1977, quando è stato fuso con Pepingen.

## Chiesa di San Teodardo
Sull'anello, la strada principale nel centro del villaggio di Bogaarden, vi è la chiesa di San Teodardo, che risale all'XI secolo. L'edificio della chiesa è stato rinnovato e ampliato nel corso dei secoli, includendo il portale ovest del XVIII secolo, la navata del XIX secolo e il coro del XX secolo.